# Bernard Jean
Bernard Jean (* 21. September 1948 in Kénogami, Québec; † 1. August 2017 in Montreal) war ein kanadischer Oboist und Musikpädagoge.

## Leben
Jean hatte am Conservatoire de musique du Québec zunächst von 1962 bis 1963 Klavierunterricht bei Hélène Landry und dann Oboenunterricht bei Réal Gagnier (1962–66) und Jacques Simard (1966–68). 1966 gewann er Preise beim Wettbewerb der Jeunesses musicales of Canada und beim Concours de musique du Canada. Von 1966 bis 1968 war er Oboist im Orchestre Symphonique de Québec.
Als Stipendiat des Canada Council for the Arts setzte er seine Ausbildung von 1968 bis 1971 am Pariser Konservatorium bei Étienne Baudet fort. Er gab in dieser Zeit Konzerte in Paris und Nizza und nahm am internationalen Musikcamp in Pécs teil. 1971 kehrte er nach Kanada zurück. Dort spielte er 1972–73 die Erste Oboe im Orchestre Symphonique de Québec und unterrichtete von 1972 bis 1975 Oboe an der Universität Laval und am Conservatoire de Trois-Rivières. Danach unterrichtete er am Conservatoire de musique du Québec. Unter anderem waren Louise Pellerin, Pierre-M. Plante und Pierre-V. Plante seine Schüler.
Zur gleichen Zeit unternahm er mit der Pianistin Colombe Pelletier eine Konzerttournee durch Deutschland und war Gründungsmitglied des  Quintette à vent du Québec, dem er bis 1987 angehörte und mit dem er mehrere Alben aufnahm. 1973 unterrichtete er beim Sommercamp des Orford Art Centre, nahm eine Reihe von Recitals bei der CBC auf und arbeitete als Solist mit dem National Arts Centre Orchestra und Erster Oboist mit dem CBC Montreal Orchestra.
1987 gründete Jean das Ensemble St-Louis-de-France, mit dem er 1990 – mit dem Saxophonisten Daniel Gauthier – Werke von Darius Milhaud, André Caplet und Marius Constant aufnahm. Mit der Organistin Monique Gendron spielte er 1998 Sonaten von Johann Sebastian Bach und Georg Friedrich Händel sowie Bengt Hambraeus’ Variations sur un thème de Gilles Vigneault ein.